# Oomph!
«Oomph!» — німецький індастріал-метал гурт, який став одним з перших гуртів Німеччини, які почали грати в стилі Neue Deutsche Härte.

## Біографія

### Ранні роки (1989—2004)
Гурт OOMPH! був заснований в 1989 році у німецькому місті Вольфсбург, трьома музикантами, які зараз складають ядро гурту — Деро Гої, Крепом та Флюксом. Перший альбом музиканти записали в Іспанії. Він вийшов тиражем близько 500 штук.
OOMPH! випустив свій перший альбом на лейблі Machinery в 1992 році. Він мав аналогічну до назви гурту назву — «OOMPH!» У першому альбомі було багато електроніки та мало гітарного звучання. Другий альбом під назвою «Sperm», вийшов в 1994 році на лейблі Dynamica. Sperm був несхожим на перший альбом: смілива, провокаційна лірика і важча музика. В цьому ж році був знятий перший кліп «Sex». Через непристойний зміст, з точки зору німецького MTV, кліп не був допущений до показу на цьому каналі. В кінці 1994 виходить третій сингл до альбому «Sperm» — 3+1, який містить ремікси трьох треків альбому та одну пісню, що не увійшла до альбому.
У 1995 році Dynamica випускає третій альбом OOMPH! — «Defekt», який став найважчим і агресивним. До моменту випуску альбому гурт вже виступав на концертах в повноцінному складі: з'явилися барабанщик — Лео, який став беззмінним «живим» барабанщиком OOMPH! і басист. У цьому ж 1995 році з'явився другий кліп гурту «Ice-Coffin» і однойменний сингл.
У 1996 році вийшов четвертий альбом гурту «Wunschkind» — останній альбом записаний на лейблі Dynamica. У музичному плані альбом досить сильно відрізняється від попереднього: OOMPH! пішов в сторону від жорсткості й агресивності Defekt; сильна партія клавішних поряд з важкою гітарою характеризують звучання всього альбому.
У 1998 році гурт уклав контракт з лейблом Virgin Schallplatten. Невдовзі, з різницею в місяць, були випущені сингли «Gekreuzigt» і однойменний кліп, п'ятий альбом «Unrein» та сингл «Unsere Rettung». Гурт з'їздив в турне «Unrein» і почав працювати над новим альбомом.
У 1999 році з'явився альбом «Plastik». Одна з пісень альбому «Fieber» була записана разом з німецькою співачкою Ніною Хаген. До синглу «Das weisse Licht» було створено кліп, який німецьким MTV здався надто жорстоким.
У 2001 році гурт випускає альбом «Ego», який супроводжувався двома синглами — «Supernova» і «Niemand». Пісня «Supernova» і однойменний кліп став хітом. OOMPH! вирушили в європейське турне спільно з фінським гуртом HIM.

### Wahrheit oder PflichtтаGlaubeLiebeTod(2004—2007)

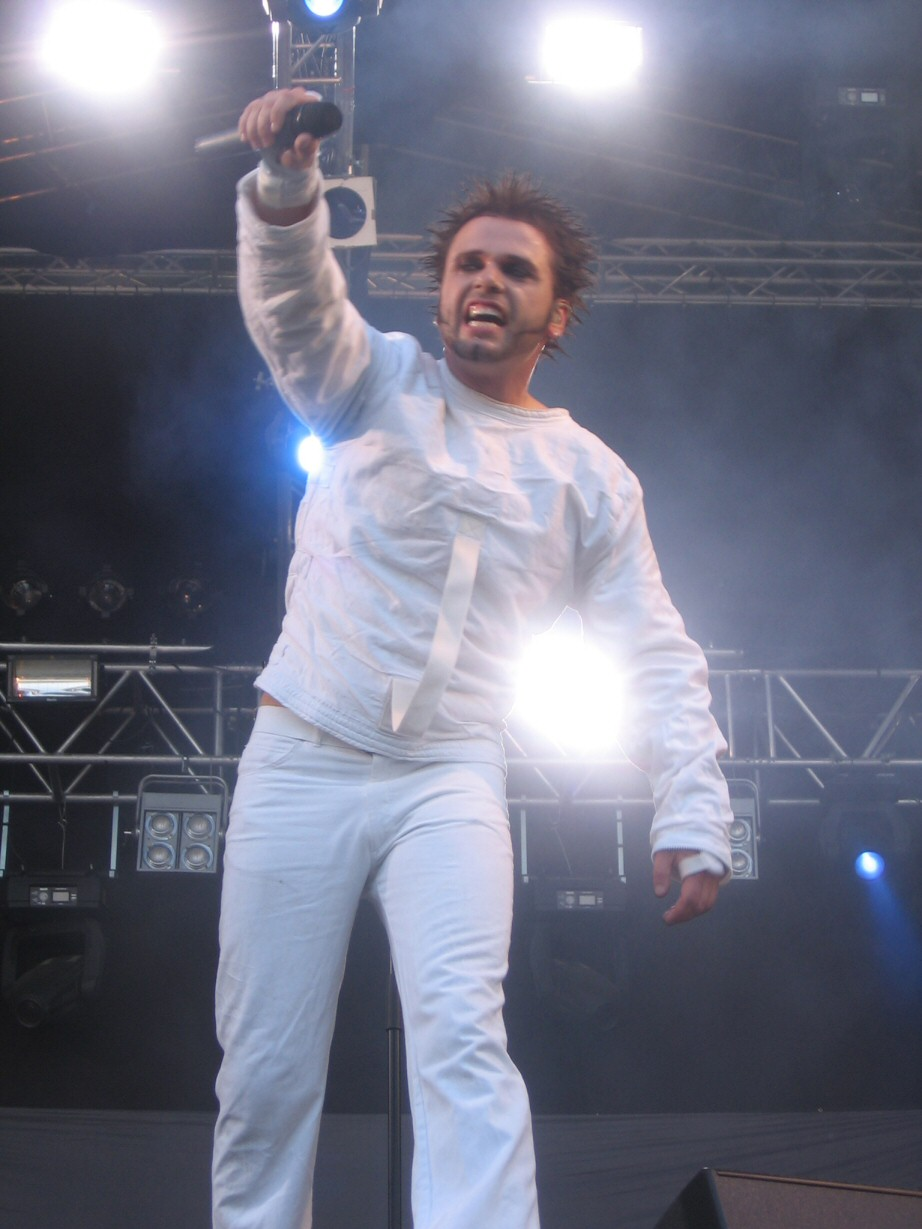
Багаторічний фронтмен Деро Гої у 2006 році

В середині 2003 року OOMPH! укладає контракт з Gun Records і випускає в кінці року кліп «Augen auf!». Відразу ж після виходу на початку 2004 року однойменного синглу, він опиняється в Top 10 Singles. Сингл користувався такою популярністю в Німеччині, що за перший день розкуповується майже весь тираж і Gun Records терміново почав випуск повторного тиражу. До третього тижня «Augen auf!» займає першу позицію в німецьких чартах. Дуже швидко сингл стає «золотим».
У лютому 2004 року з'являється восьмий альбом гурту «Wahrheit oder Pflicht», який стає «золотим» і входить в Germany TOP 100 Albums. OOMPH! їдуть в турне по містах Німеччини і Європи, причому в Німеччині практично у всіх містах концерти відбуваються при повному аншлазі. Через брак квитків компанія ContraPromotion, що організовувала тур гурту, змушена заміняти заздалегідь заявлені концертні зали на більші за розміром.
У квітні — травні 2004 року з'являється кліп «Brennende Liebe» і однойменний сингл, записаний спільно з австрійським гуртом L'Âme Immortelle. Сингл також відразу ж потрапляє в Top 10 Singles.
У березні 2006 року вийшов альбом «GlaubeLiebeTod». Виступ гурту на церемонії вручення музичної премії Echo було заборонено, коли члени журі дізналися, що музиканти збираються виконати на церемонії свій останній сингл «Gott ist ein Popstar» («Бог — поп-зірка»). Рік потому альбом «GlaubeLiebeTod» був номінований на отримання цієї премії, попри присутність в його трек-листі тієї самої «суперечливої» пісні.
У другій половині 2006 року лейбли Virgin і Supersonic випустили відразу дві збірки кращих пісень гурту. Пісня «Träumst du» посіла перше місце на конкурсі Bundesvision (німецький національний аналог «Євробачення»). 14 грудня 2007 року виходить новий кліп на композицію «Wach auf!» яка є саундтреком до фільму «Чужий проти Хижака 2». 4 січня 2008 виходить сингл «Wach auf!», який містити саму пісню і ремікс.

### Monster,Truth Or Dareта 11-й студійний альбом (2008—2010)
22 серпня 2008 року вийшов 10-й альбом OOMPH! «Monster». 5 вересня 2008 виходить перший сингл альбому «Monster» — «Labyrinth». Через декілька днів — сингл «Labyrinth» і сам альбом зайняли перші місця в німецьких альтернативних чартах. 13 листопада виходить новий кліп на пісню «Auf Kurs». 6 листопада розпочався тур. За місяць гурт дав 23 концерти. 25 листопада пройшла пряма трансляція концерту з Кельна. Виступ дивилися понад 25 000 глядачів в інтернеті і понад 1 000 фанатів в залі.
2009 рік гурт почав з випуску кліпу і синглу «Sandmann», присвячений проблемі дитячої бідності в Німеччині. У лютому через економічну кризу припиняє існування звукозаписна компанія Gun і звукозаписними справами ООМРН! тепер займається Sony.
26 лютого 2010 року виходить альбом «Truth or Dare», який являє собою перекладені англійською мовою пісні останніх років.

### Des Wahnsinns Fette Beute (2011—2012)
У 2011 році з'явився новий альбом «Des Wahnsinns Fette Beute». Після його випуску гурт вирушив у тур. OOMPH! побували в Україні, Росії, Швейцарія, Німеччина, Австрія, Литва, Нідерланди і Іспанія.
У 2012 році з'явилося два нових учасники гурту для живих виступів: Okusa (ударні) і El Friede (клавішні).
На офіційній сторінці гурту в Facebook 29 серпня 2012 року було повідомлено, що гурт покинув барабанщик для живих виступів Лео. Останній виступ Лео з гуртом відбувся на KRock U Maibutne фестивалі в Херсоні, Україна 1 вересня 2012 року. Про нового барабанщика Сільвестрі було повідомлено 14 вересня 2012 року.

### XXV (2015)
16 травня 2014 року, в інтерв'ю з «Global Metal Apocalypse» Деро згадав, що гурт працює над новим альбомом, вихід якого відбудеться у 2015 році. 17 травня 2015 року на офіційному сайті було оголошено, що реліз нового альбому призначений на 31 липня 2015 року. Пізніше стало відомо, що альбом буде називатися «XXV». 14 липня на офіційному сайті гурту з'явився запис, який повідомив про те, що починаючи з цього дня щодня виходитиме по одній пісні з нового альбому. 17 липня вийшов сингл «Alles aus Liebe», а 30 числа того ж місяця на офіційній сторінці в Facebook гурт виклав кліп на пісню. 31 липня офіційно став доступний для покупки новий альбом під назвою «XXV», який швидко завоював популярність серед новинок вже до кінця дня. 23 березня на офіційній сторінці в Facebook гурт опублікував live-відео на пісню «Als wärs das letzte Mal».

### Ritual (2019)
Новий альбом Ritual вийшов 18 січня 2019 року. До цього, 30 листопада 2018 року вийшов сингл «Kein Liebeslied», який пізніше ввійшов до альбому. 4 січня 2019 року вийшов сингл «Tausend Mann Und Ein Befehl», а також кліп на пісню. 18 січня відбувся реліз альбому під лейблом Napalm Records.

### 2021
29 вересня 2021 року було оголошено, що Деро більше не є частиною гурту.

### Richter Und Henker (2023)
11 липня 2023 року вийшов перший сингл альбому «Richter Und Henker» під назвою «Wem die Stunde schlägt». А також з'явився відеокліп на пісню. Сингл став дебютом Даніеля Шульца (Der Schulz) в якості вокаліста гурту. 15 серпня того ж року відбувся реліз ще одного синглу — «Richter und Henker», що також супроводжувався кліпом. Альбом вийшов 8 вересня 2023 року і складався з 12 пісень.

## Учасники гурту

### Студійний склад
- Даніель  (Der Schulz) — вокал, тексти пісень
- Креп (Thomas Döppner) — лідер-гітара, бас-гітара, клавішні, програмування
- Флюкс (Rene Bachmann) — ритм-гітара, програмування

### Колишній склад
- Деро Гої (Dero Goi) — вокал, студійні барабани, програмування, жива перкусія (1989—2021)
- Креп — лідер-гітара
- Флюкс — ритм-гітара
- Сільвестрі — барабани, перкуссія
- Хаген — бас-гітара
- Фелікс — клавіші

## Дискографія

### Студійні альбоми
| Рік  | Назва                     | Позиції в чартах | Позиції в чартах | Позиції в чартах |
| Рік  | Назва                     | Німеччина        | Австрія          | Швейцарія        |
| ---- | ------------------------- | ---------------- | ---------------- | ---------------- |
| 1992 | Oomph!                    | -                | -                | -                |
| 1994 | Sperm                     | -                | -                | -                |
| 1995 | Defekt                    | -                | -                | -                |
| 1996 | Wunschkind                | -                | -                | -                |
| 1998 | Unrein                    | 37               | 38               | -                |
| 1999 | Plastik                   | 23               | -                | -                |
| 2001 | Ego                       | 21               | 60               | -                |
| 2004 | Wahrheit oder Pflicht     | 2                | 2                | 7                |
| 2006 | GlaubeLiebeTod            | 5                | 16               | 21               |
| 2008 | Monster                   | 8                | 19               | 27               |
| 2012 | Des Wahnsinns Fette Beute | 15               | 41               | 71               |
| 2015 | XXV                       | 10               | 42               | 59               |
| 2019 | Ritual                    |                  |                  |                  |

### Компіляції
| Рік  | Назва                           | Позиції в чартах | Позиції в чартах | Позиції в чартах | Позиції в чартах |
| Рік  | Назва                           | Німеччина        | Австрія          | Швейцарія        | Греція           |
| ---- | ------------------------------- | ---------------- | ---------------- | ---------------- | ---------------- |
| 1998 | 1991-1996: The Early Works      | -                | -                | -                | -                |
| 2006 | 1998-2001: Best of Virgin Years | -                | -                | -                | -                |
| 2006 | Delikatessen                    | 72               | 59               | -                | -                |
| 2010 | Truth Or Dare                   | -                | -                | -                | 49               |

### DVD
| Рік  | Назва    | Позиції в чартах | Позиції в чартах | Позиції в чартах |
| Рік  | Назва    | Німеччина        | Австрія          | Швейцарія        |
| ---- | -------- | ---------------- | ---------------- | ---------------- |
| 2007 | Rohstoff | 40               | -                | -                |